# 30B busz (Budapest)
A budapesti 30B jelzésű autóbusz a 30-as busz betétjárataként, Újpest-központ és Megyer, Szondi utca között közlekedett mindenszentek környékén. A viszonylatot a Budapesti Közlekedési Zrt. üzemeltette.

## Története
1958. október 26-án 30A jelzésű temetői betétjárata indult Újpest, Tanácsház és Megyeri temető között, majd 1960-tól 1964-ig újra működött. 1993-ban újraindították és 2007-ig változatlanul közlekedett. 2008. november 1-jén a 30B jelzést kapta. 2021-ben nem indult.

## Útvonala
| Megyer, Szondi utca felé |
| Újpest-központ M vá. – István út – Deák Ferenc utca – Nádor utca – Türr István utca – Mildenberger utca – Baross utca – Fóti út – Megyeri út – Megyer, Szondi utca vá.                             |
| Újpest-központ felé |
| Megyer, Szondi utca vá. – Megyeri út – Fóti út – Baross utca – Mildenberger utca – Türr István utca – Nádor utca – Deák Ferenc utca – István út – Petőfi utca – Kassai utca – Újpest-központ M vá. |

## Megállóhelyei
Az átszállás kapcsolatok között az azonos útvonalon közlekedő 30-as, 30A és 230-as jelzésű járatok nincsenek feltüntetve.
| 0  | Újpest-központ M végállomás      | 11 | 12, 14 25, 104A, 120, 147, 196, 196A, 204, 220 308, 310, 313, 314, 318, 319 |
| 2  | Csokonai utca                    | 9  | 147, 220                                                                    |
| 3  | Illek Vince utca                 | 7  |                                                                             |
| 4  | Türr István utca / Nádor utca    | 6  | 96                                                                          |
| 5  | Mildenberger utca                | 5  | 147                                                                         |
| 6  | Irányi Dániel utca / Baross utca | 4  | 147                                                                         |
| 7  | Baross utca / Fóti út            | 3  | 96, 147, 220                                                                |
| 9  | Megyeri út / Fóti út             | 2  | 96, 147, 196                                                                |
| 10 | Megyeri temető                   | 1  | 147                                                                         |
| 12 | Megyer, Szondi utca végállomás   | 0  |                                                                             |

## Képgaléria

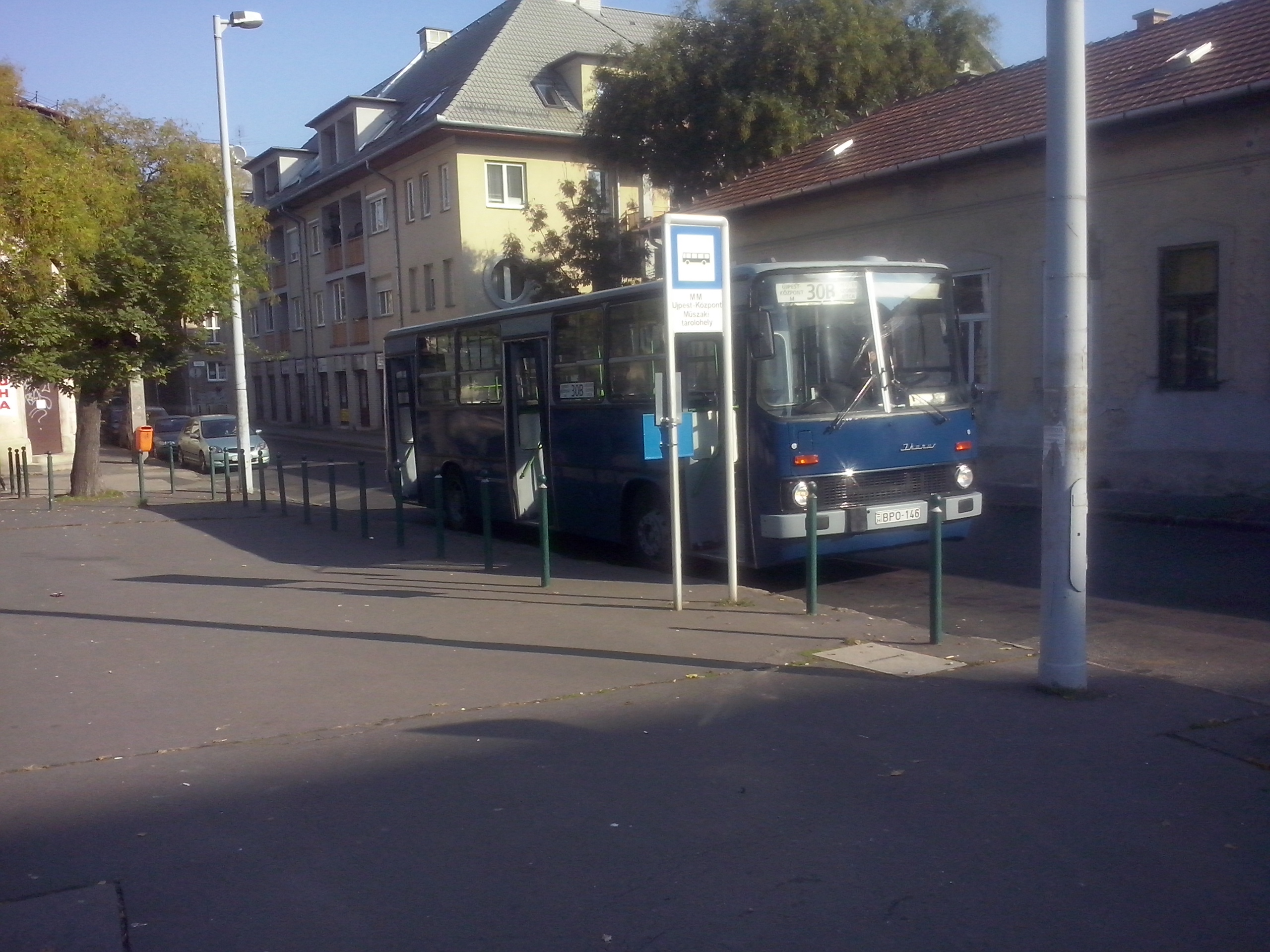
Ikarus 260
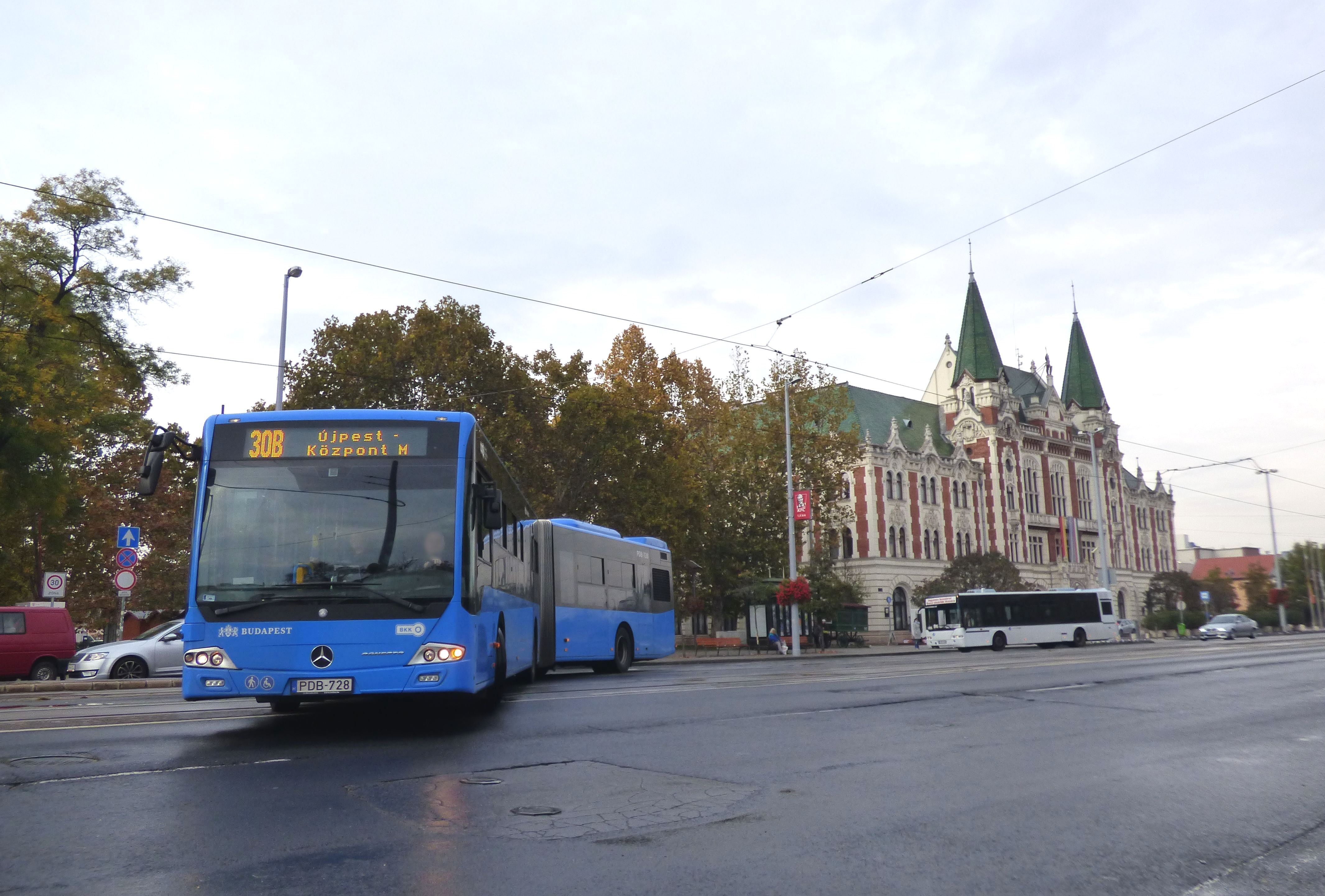
Mercedes-Benz Conecto G
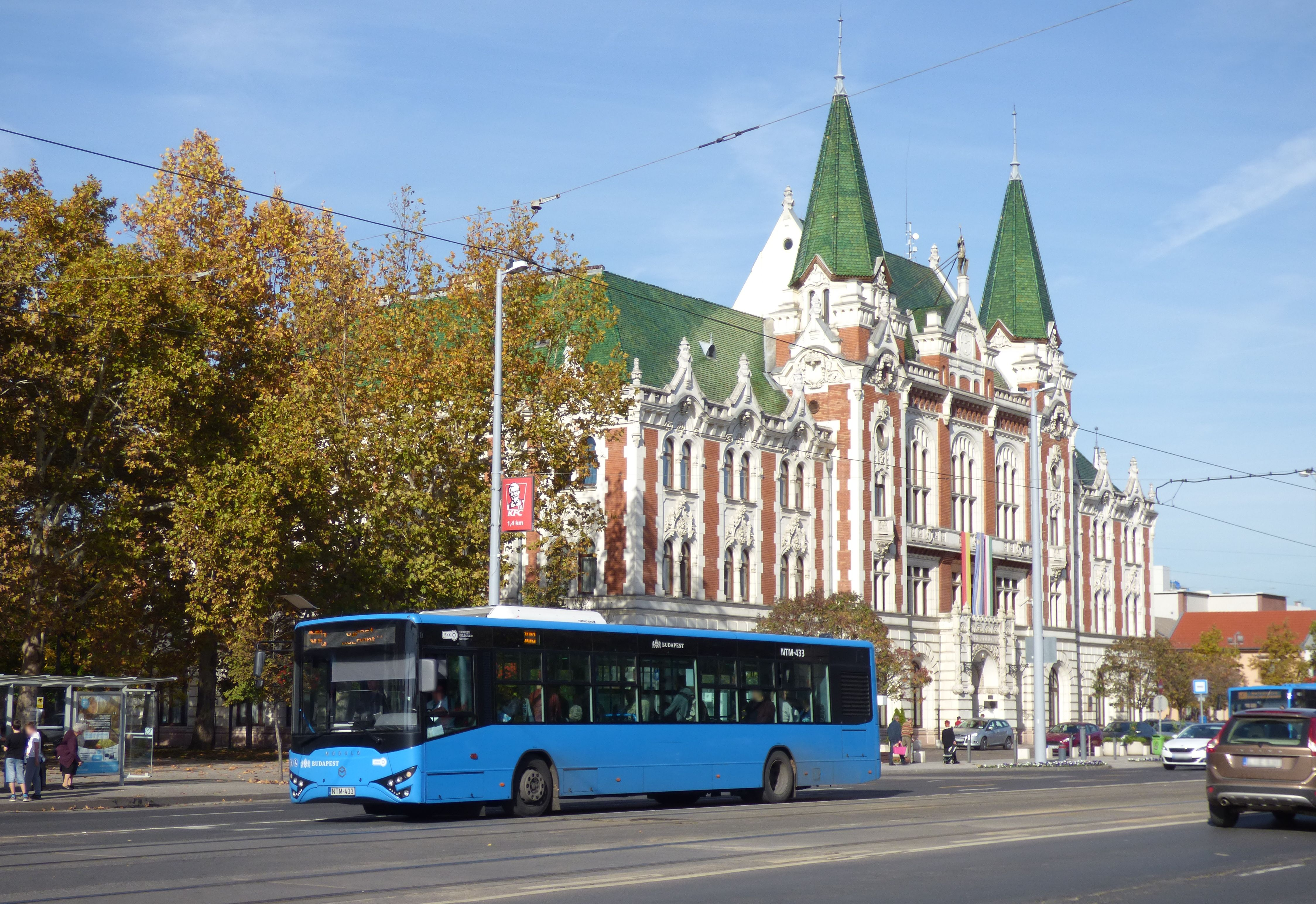
Modulo M108d
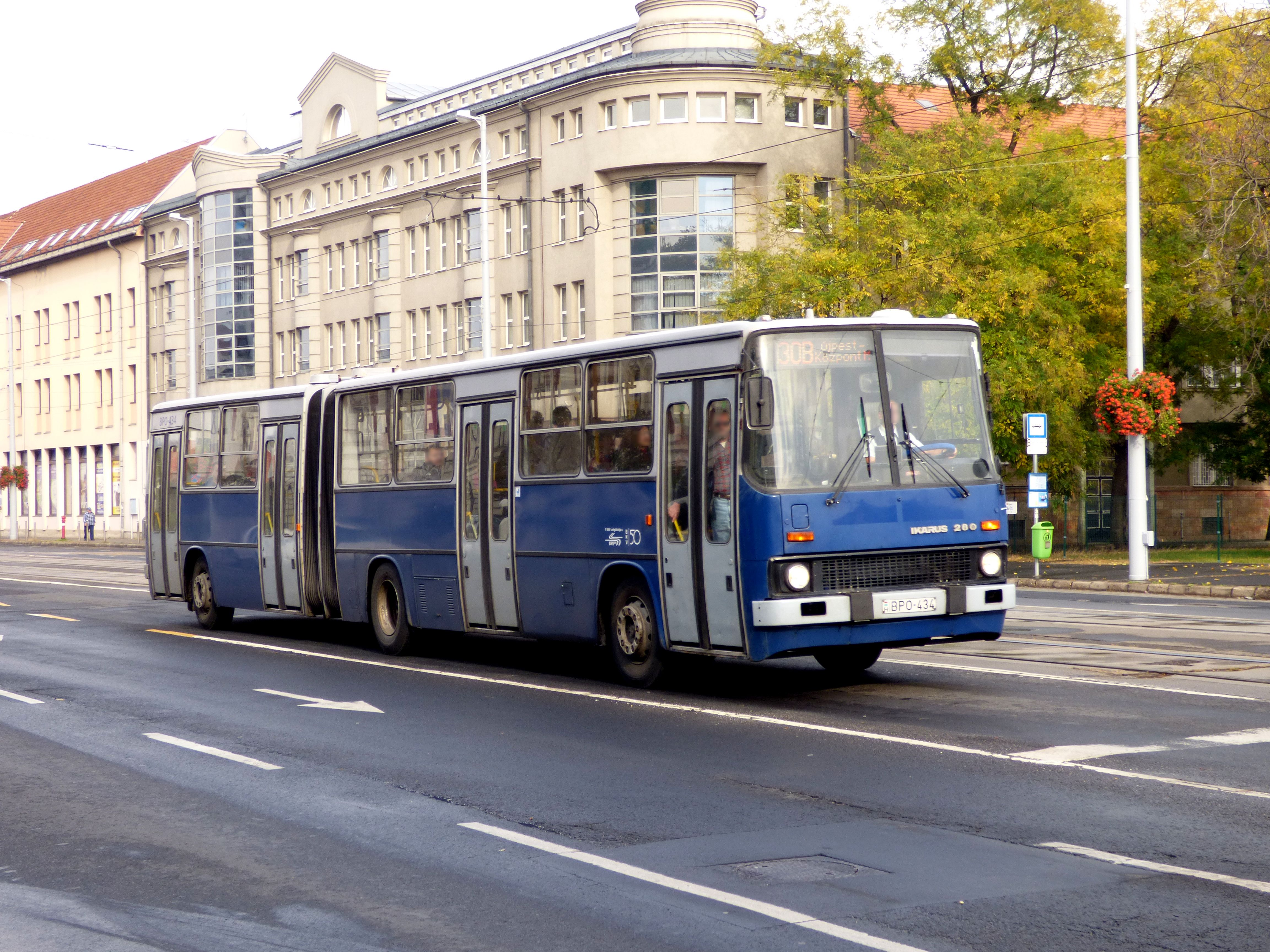
Ikarus 280